# Extra Texture (Read All About It)
Extra Texture (Read All About It) ist das vierte Solo-Studioalbum von George Harrison nach der Trennung der Beatles. Gleichzeitig ist es einschließlich der beiden Instrumentalalben aus den 1960er Jahren und des Livealbums das insgesamt siebte Album Harrisons. Es wurde am 3. Oktober 1975 in Großbritannien und am 22. September 1975 in den USA veröffentlicht.

## Entstehungsgeschichte
Nach Beendigung der Nordamerika-Tournee im Dezember 1974 komponierte George Harrison Lieder für sein letztes Album, das auf dem Apple Label erscheinen sollte. Über die Entstehung des Titels Extra Texture sagte Harrison: "Einer der Jungs, die auf einigen der Tracks Bass spielten, saß einfach bei mir, als ich etwas überspielte, und wir sprachen über etwas. Und er sagte "Texture" und gleichzeitig sagte ich "extra", und das war es." Extra Texture ist das erste Harrison Soloalben, nach Trennung der Beatles, das keine religiösen Lieder enthält. Musikalisch wurde der Einsatz von Synthesizern und dem Klavier dominanter. Die Aufnahmen zu Extra Texture begannen zufällig. Harrison befand sich in Los Angeles, wo er Projekte für sein Label Dark Horse Records betreute. Einer seiner Vertragskünstler, die Gruppe Splinter, sollte ihr zweites Album in den A&M Studios aufnehmen, aber die Sessions wurden wegen Krankheit verschoben. Die Studiozeit war gebucht und bezahlt, also entschied sich Harrison, sie selbst zu nutzen. Die Backing-Tracks für die neuen Extra Texture-Songs wurden in nur zweieinhalb Wochen, vom 21. April bis 7. Mai 1975, aufgenommen. Overdubs folgten vom 31. Mai bis 6. Juni. Zwischen dem 6. und 9. Juni wurden Streicherparts hinzugefügt, arrangiert von David Foster, zu This Guitar (Can't Keep From Crying), The Answer's At The End und Can't Stop Thinking About You. 

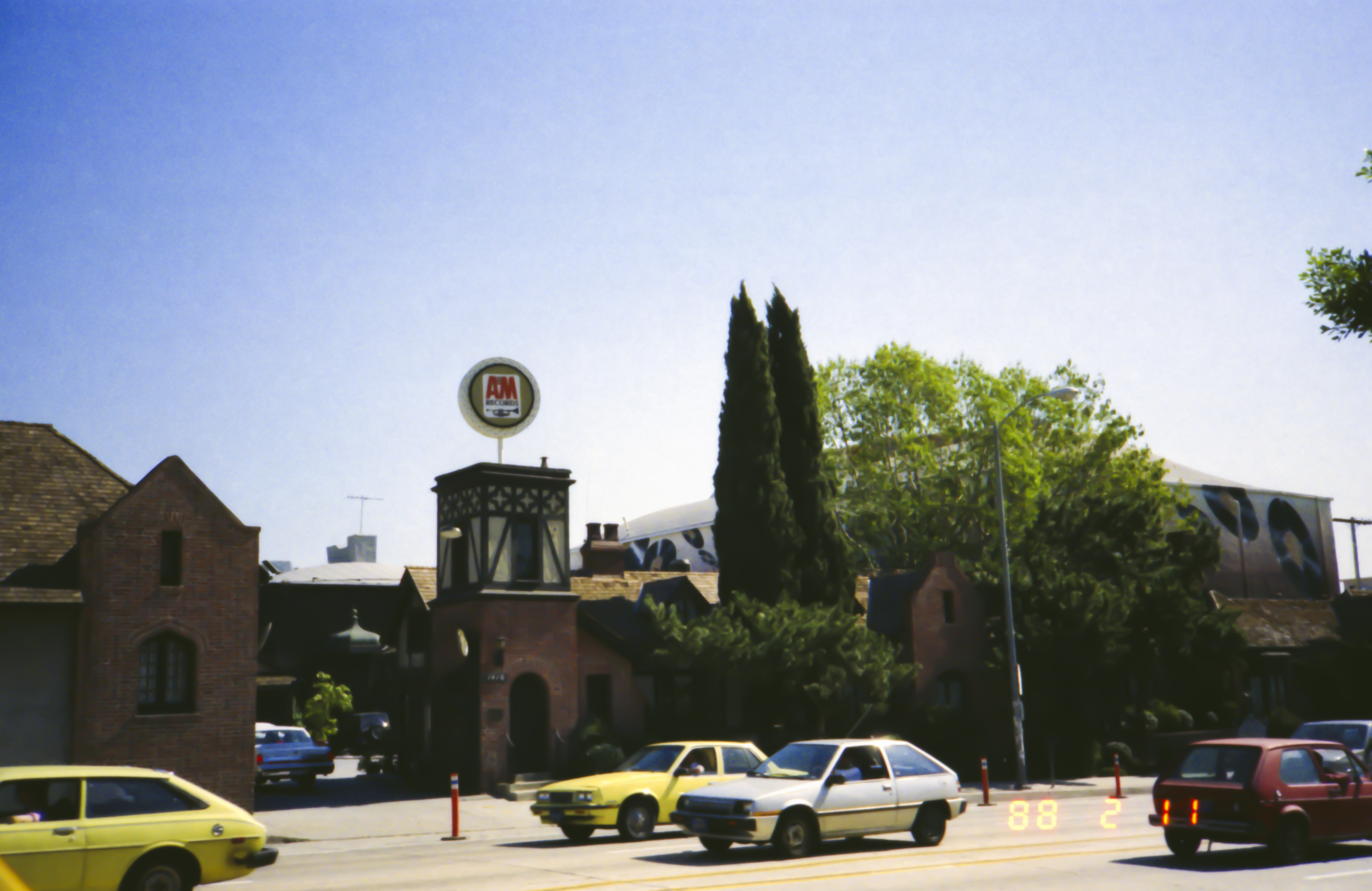
Eingang zu den A&M Studios in Los Angeles

Die originären Aufnahmen von You wurden im Februar 1971 in den Apple Studios vorgenommen; der Titel war ursprünglich für Ronnie Spector gedacht und von Harrison und Phil Spector produziert. A Bit More of You ist lediglich eine kurze instrumentale Wiederholung von You. Die Grundlage für den Text von The Answer’s at the End wurde von einer Inschrift in einer Mauer in George Harrisons Haus beeinflusst, die vom Erbauer des Anwesens, von Sir Frankie Crisp, stammte. This Guitar (Can’t Keep from Crying) ist die musikalische Fortsetzung von While My Guitar Gently Weeps. Der Verweis des Songs auf "Rolling Stone walls" war ein Hinweis auf eine Reihe negativer Kritiken im Rolling Stone Magazin, die in einer Rezension von Dark Horse gipfelten. Harrison besang seine Widerstandsfähigkeit und lehnte seine Kritiker ab: "While you attack, create offence/I'll put it down to your ignorance". Ooh Baby (You Know That I Love You) ist eine musikalische Hommage an Smokey Robinson, eine weitere Hommage folgte später auf dem Album Thirty Three & 1/3 mit dem Lied Pure Smokey. Das Lied His Name Is Legs (Ladies and Gentlemen) schrieb Harrison für „Legs“ Larry Smith (Bonzo Dog Doo-Dah Band), mit dem er befreundet war, es wurde 1974 im Friar Park während der Dark Horse Sessions begonnen. Tired of Midnight Blue wurde inspiriert durch einen Nachtclubbesuch in Los Angeles und unangenehme Erfahrungen in diesem. Grey Cloudy Lies wurde während der Trennungsphase von seiner damaligen Ehefrau Pattie Harrison geschrieben. Can’t Stop Thinking About You ist ein Liebeslied, das ebenfalls schon 1974 begonnen wurde.
George Harrison promotete das Album erstmals durch mehrere Interviews. Im November 1975 wurde das Album in den USA mit Gold für 500.000 verkaufter Exemplare ausgezeichnet.
George Harrison sagte im Nachhinein über das Album: "Extra Texture... war in gewisser Weise ein schmuddeliges Album. Die Produktion ließ zu wünschen übrig, ebenso wie meine Leistung. Einige Songs mag ich, aber im Nachhinein war ich nicht sehr glücklich darüber."

## Covergestaltung
Das Design des Covers stammt von Roy Kohara. Extra Texture (Read All About It) wurde in einer strukturierten orangefarbenen Hülle mit dem Titel, George Harrisons Namen und dem ॐ Om-Symbol herausgegeben. Erste Kopien wurden um den Titel herum gestanzt, durch die die innere Hülle – mit Henry Grossman-Fotografien von Harrison auf beiden Seiten – zu sehen war. 

## Titelliste
Alle Titel wurden von George Harrison geschrieben.
Seite Eins
1. You – 3:41
2. The Answer’s at the End – 5:32
3. This Guitar (Can’t Keep from Crying) – 4:11
4. Ooh Baby (You Know that I Love You) – 3:59
5. World of Stone – 4:40

Seite Zwei
1. A Bit More of You – 0:45
2. Can’t Stop Thinking About You – 4:30
3. Tired of Midnight Blue – 4:51
4. Grey Cloudy Lies – 3:41
5. His Name Is Legs (Ladies and Gentlemen) – 5:46

## Wiederveröffentlichungen
- Die Erstveröffentlichung im CD-Format erfolgte im Januar 1992 ohne Bonustitel. Der CD liegt ein vierseitiges Begleitheft bei.[3]
- Am 19. September 2014 wurde die remasterte CD mit dem Bonustitel This Guitar (Can’t Keep from Crying) (Platinum Weird Version – 3:55 Min.) wiederveröffentlicht. Laut CD-Begleitheft vom Album wurde der Bonustitel This Guitar (Can’t Keep from Crying) (Platinum Weird Version) im Jahr 1992 mit David A. Stewart aufgenommen, über zehn Jahre später wurde er durch Ringo Starr (Schlagzeug), Dhani Harrison (Gitarre) und Kara DioGuardi (Hintergrundgesang) ergänzt.

Das Remastering erfolgte von Paul Hicks, Gavin Lurssen und Reuben Cohen in den Lurssen Mastering Studios. Der Bonustitel wurden von Paul Hicks neu abgemischt. Das CD-Album hat ein aufklappbares Pappcover, dem ein 16-seitiges bebildertes Begleitheft beigegelegt ist, das Informationen von Kevin Howlett zum Album und die Liedtexte beinhaltet. Die CD befindet sich in einem Innencover, das der Originalinnenhülle des Vinylalbums nachempfunden ist. Das Design stammt von Darren Evans.

## Single-Auskopplungen

### You
Die Singleauskopplung You / World of Stone erschien am 12. September 1975 in Großbritannien und am 15. September 1975 in den USA.
Die Promotionsingle wurde in den USA wie folgt veröffentlicht: auf der A-Seite befindet sich die Monoversion und auf der B-Seite die Stereoversion der A-Seite der Kaufsingle.

### This Guitar (Can’t Keep from Crying)
Am 8. Dezember 1975 folgte in den USA die Singleauskopplung This Guitar (Can’t Keep from Crying) / Māya Love. Die B-Seite Māya Love stammt vom Album  Dark Horse. In Großbritannien erschien die Single am 6. Februar 1976. Die Singleversion von This Guitar (Can’t Keep from Crying) wurde gekürzt.
Die Promotionsingle wurde in den USA wie folgt veröffentlicht: Auf der A-Seite befindet sich die Monoversion und auf der B-Seite die Stereoversion der A-Seite der Kaufsingle.
Die Single schaffte es weder in die US-Single-Charts noch in die offiziellen britischen Charts. Es war Harrisons erste Single, die sich nicht in den Billboard Hot 100 platzieren konnte.

## Kommerzieller Erfolg

### Chartplatzierungen
Album
| ChartsChartplatzierungen       | Höchstplatzierung | Wochen |
| ------------------------------ | ----------------- | ------ |
| Vereinigte Staaten (Billboard) | 8 (11 Wo.)        | 11     |
| Vereinigtes Königreich (OCC)   | 16 (4 Wo.)        | 4      |

Singles

| Jahr | Titel | Höchstplatzierung, Gesamtwochen, AuszeichnungChartplatzierungen (Jahr, Titel, , Platzierungen, Wochen, Auszeichnungen, Anmerkungen) | Höchstplatzierung, Gesamtwochen, AuszeichnungChartplatzierungen (Jahr, Titel, , Platzierungen, Wochen, Auszeichnungen, Anmerkungen) | Höchstplatzierung, Gesamtwochen, AuszeichnungChartplatzierungen (Jahr, Titel, , Platzierungen, Wochen, Auszeichnungen, Anmerkungen) | Anmerkungen                              |
| Jahr | Titel | DE | UK | US | Anmerkungen                              |
| ---- | ----- | --- | --- | --- | ---------------------------------------- |
| 1975 | You   | DE43 (2 Wo.)DE | UK38 (5 Wo.)UK | US20 (10 Wo.)US | Erstveröffentlichung: 15. September 1975 |

### Auszeichnungen für Musikverkäufe
| Land/Region               | Auszeichnungen für Musikverkäufe (Land/Region, Auszeichnung, Verkäufe) | Verkäufe |
| ------------------------- | ---------------------------------------------------------------------- | -------- |
| Vereinigte Staaten (RIAA) | Gold                                                                   | 500.000  |
| Insgesamt                 | 1× Gold ·                                                              | 500.000  |

## Sonstiges
Auf dem Innencover steht OHNOTHIMAGEN, was für Oh not him again („Nicht er schon wieder“) steht. Eine humorvolle Anspielung auf seine häufigen Gastauftritte bei anderen Künstlern. Weiterer Harrison-Humor ist auf dem Label (ein abgekauter Apfel; eine Anspielung auf den auslaufenden Vertrag mit Apple Records), sowie die Erwähnung von acht Künstlern/Freunden auf dem Rückcover, die alle nicht bei dem Album mitgewirkt haben.